# HD 109860
HD 109860，又名BD+04 2631，SAO 119503、HR 4805，是一颗恒星，视星等为6.33，位于銀經294.73，銀緯65.94，其B1900.0坐标为赤經12h 32m 58.5s，赤緯+3° 65.94′ 58″。